# Gare de Yoshikawa (Saitama)
La gare de Yoshikawa (吉川駅, Yoshikawa-eki) est une gare ferroviaire de la ville de Yoshikawa, dans la préfecture de Saitama au Japon. Elle est gérée par la compagnie JR East.

## Situation ferroviaire
La gare est située au point kilométrique (PK) 77,0  de la ligne Musashino.

## Histoire
La gare a été inaugurée le 1er avril 1973.

## Service des voyageurs

### Accueil
La gare dispose d'un bâtiment voyageurs, avec guichets, ouvert tous les jours.

### Desserte
- Ligne Musashino :
  - voie 1 : direction Minami-Urawa, Nishi-Kokubunji et Fuchū-Hommachi
  - voie 2 : direction Shin-Matsudo et Nishi-Funabashi